# Антунес, Франсиско
Франсиско Антунес Эспада (исп. Francisco Antúnez Espada; 1 ноября 1922, Севилья — 16 августа 1994, Севилья) — испанский футболист, игравший на позиции защитника, известен выступлениями за клубы «Реал Бетис» и «Севилья», а также национальную сборную Испании. По завершении игровой карьеры — футбольный тренер.

## Клубная карьера
Во взрослом футболе дебютировал в 1941 году выступлениями за команду «Реал Бетис», в которой провел четыре сезона.
Своей игрой привлек внимание представителей тренерского штаба клуба «Севилья», к составу которого присоединился в 1945 году. Сыграл за клуб из Севильи следующие семь сезонов своей игровой карьеры. За это время завоевал титул чемпиона Испании, становился обладателем Кубка Испании.
В течение 1952—1954 годов защищал цвета клуба «Малага».
Завершил профессиональную игровую карьеру в «Хересе», за команду которого выступал на протяжении 1954—1955 годов.

## Выступления за сборную
В 1949 году дебютировал в официальных матчах в составе национальной сборной Испании . В течение карьеры в национальной команде провел в ее форме 4 матча.
В составе сборной был участником чемпионата мира 1950 года в Бразилии, где сыграл лишь в первом матче со сборной США (3-1).

## Карьера тренера
Начал тренерскую карьеру, вернувшись к футболу после небольшого перерыва, в 1961 году, возглавив тренерский штаб клуба «Рекреативо». В 1964 году стал главным тренером «Гранады», тренировал клуб из Гранады один год.
Впоследствии в течение 1965—1966 годов возглавлял тренерский штаб клуба «Овьедо». В 1967 году вновь принял предложение поработать в клубе «Рекреативо». Покинул клуб из Уэльвы в 1968 году.
В течение тренерской карьеры также возглавлял команды «Альгесирас» и «Атлетико Сеута». Последним местом тренерской работы снова был «Рекреативо», главным тренером команды которого Франсиско Антунес был с 1970 по 1971 год.
Умер 16 августа 1994 года на 72-м году жизни в городе Севилья.

## Титулы и достижения
- Чемпион Испании (1):

«Севилья» : 1945-1946
- Обладатель Кубка Испании (1):

«Севилья» : 1947—1948